# Gran Premio motociclistico di Francia 1951
Il Gran Premio motociclistico di Francia fu il sesto appuntamento del motomondiale 1951.
Primo GP di Francia valido per il Motomondiale, si svolse il 15 luglio 1951 sul circuito di Albi.
Le prove furono segnate dalla morte del campione in carica della 250, Dario Ambrosini: a causa dell'asfalto reso scivoloso dal caldo, il centauro cesenate cadde e urtò un palo telegrafico. La Benelli si ritirerà dalle competizioni in segno di lutto.
Quattro le classi in gara: 250, 350, 500 e sidecar, vinte rispettivamente da Bruno Ruffo, Geoff Duke, Alfredo Milani e Eric Oliver. Va segnalato il primo podio nel Mondiale di un pilota transalpino: il 3º posto del sidecarista Jean Murit (in coppia con il connazionale André Emo).

## Classe 500

### Arrivati al traguardo
| Pos. | Pilota            | Moto       | Tempo        | Punti |
| ---- | ----------------- | ---------- | ------------ | ----- |
| 1    | Alfredo Milani    | Gilera     | 1h 16' 52" 6 | 8     |
| 2    | Bill Doran        | AJS        | +8"          | 6     |
| 3    | Nello Pagani      | Gilera     | +10" 9       | 4     |
| 4    | Umberto Masetti   | Gilera     | +45" 6       | 3     |
| 5    | Geoff Duke        | Norton     | +45" 7       | 2     |
| 6    | Jack Brett        | Norton     | +47" 6       | 1     |
| 7    | Fergus Anderson   | Moto Guzzi |              |       |
| 8    | Bill Petch        | AJS        |              |       |
| 9    | Enrico Lorenzetti | Moto Guzzi |              |       |
| 10   | Johnny Lockett    | Norton     |              |       |
| 11   | Rod Coleman       | AJS        |              |       |
| 12   | Ray Amm           | Norton     |              |       |
| 13   | Sante Geminiani   | Moto Guzzi |              |       |
| 14   | Arthur Wheeler    | Norton     |              |       |
| 15   | Jean Behra        | Moto Guzzi |              |       |
| 16   | Tommy Wood        | Norton     |              |       |
| 17   | Ernie Barrett     | Norton     |              |       |
| 18   | Georges Houel     | Gilera     |              |       |

## Classe 350

### Arrivati al traguardo
| Pos. | Pilota         | Moto   | Tempo        | Punti |
| ---- | -------------- | ------ | ------------ | ----- |
| 1    | Geoff Duke     | Norton | 1h 04' 05" 1 | 8     |
| 2    | Jack Brett     | Norton | +1' 03"      | 6     |
| 3    | Bill Doran     | AJS    | +1' 17" 7    | 4     |
| 4    | Johnny Lockett | Norton |              | 3     |
| 5    | Reg Armstrong  | AJS    |              | 2     |
| 6    | Rod Coleman    | AJS    |              | 1     |

## Classe 250

### Arrivati al traguardo
| Pos | Pilota          | Moto       | Tempo        | Punti |
| --- | --------------- | ---------- | ------------ | ----- |
| 1   | Bruno Ruffo     | Moto Guzzi | 0h 58' 28" 5 | 8     |
| 2   | Gianni Leoni    | Moto Guzzi | +00" 9       | 6     |
| 3   | Tommy Wood      | Moto Guzzi | +1' 51" 8    | 4     |
| 4   | Fergus Anderson | Moto Guzzi | +1' 52" 2    | 3     |
| 5   | Bill Lomas      | Velocette  |              | 2     |
| 6   | Werner Gerber   | Moto Guzzi |              | 1     |

## Classe sidecar

### Arrivati al traguardo
| Pos | Pilota              | Passeggero       | Moto    | Tempo        | Punti |
| --- | ------------------- | ---------------- | ------- | ------------ | ----- |
| 1   | Eric Oliver         | Lorenzo Dobelli  | Norton  | 0h 48' 23" 3 | 8     |
| 2   | Ercole Frigerio     | Ezio Ricotti     | Gilera  | +11" 7       | 6     |
| 3   | Jean Murit          | André Emo        | Norton  | +1 giro      | 4     |
| 4   | Jacques Drion       | Bob Onslow       | Norton  |              | 3     |
| 5   | René Bétemps        | Georges Burggraf | Triumph |              | 2     |
| 6   | Alphonse Vervroegen | Pierre Cuvelier  | FN      |              | 1     |